# 本山5號坑
本山5號坑位於新北市瑞芳區金瓜石新北市立黃金博物館旁，為金瓜石保存最完善的礦坑，也是金礦挖掘的所在地，現仍保有昔日的礦道及礦車。礦坑位處於本山露頭山腰，海拔295公尺，於礦坑內常可聽見風聲徐徐，長年溫度維持在攝氏18度上下。

## 坑道簡介
歷時三個多月,從舊有的坑道上方向內挖掘出一條長約110尺的新坑道,坑口約50公分,新舊坑道總長約180公尺,於2004年再次開通。

## 觀光導覽
黃金博物館特與台糖合作,將舊有的本山5坑坑道重新整修,呈現新的體驗區,供遊客觀賞舊時的礦工生活,利用蠟像假人模擬當年採礦實境

## 交通指引
可至台北忠考復興捷運站或基隆、瑞芳火車站搭乘基隆客運往「基隆-金瓜石」線、「台北-金瓜石」線